# 韦尔斯堡 (西弗吉尼亚州)
韦尔斯堡是美国西弗吉尼亚州布鲁克县的一个城市和其县城。 2020年美国人口普查记录的人口为2455。它是韦尔顿-斯托本维尔都会区的一部分。该市的经济包括几家电话营销机构和一家从事金属制造和塑料成型的工厂。

## 历史
1772年，考克斯兄弟弗伦德、伊斯雷尔和乔纳森在现在包括韦尔斯堡在内的区域内拥有总计1,200英亩（约4.9平方公里）的土地。1788年3月，查尔斯·普拉瑟以3,000美元的价格从考克斯继承人手中买下了481英亩（1.95平方公里的土地。1791年，普拉瑟向俄亥俄县请愿，将当时弗吉尼亚州的查尔斯顿镇并入，并以自己的名字命名。最初的名字一直沿用到1816年，为了避免与杰斐逊县的查尔斯镇混淆，才改为韦尔斯堡。新名字是为了纪念查尔斯·普拉瑟的女婿亚历山大·韦尔斯。1890年末，附近的米德韦和拉泽尔维尔被并入韦尔斯堡。
韦尔斯堡是路易斯和克拉克探险队最后一位幸存者帕特里克·加斯的家乡，他撰写了一本关于这次著名旅程的回忆录。这里也是《定居点和印第安战争笔记》作者约瑟夫·多德里奇的家乡。1813年，西弗吉尼亚州第一家玻璃厂在韦尔斯堡建成。
韦尔斯堡有多个景点被列入国家史迹名录。其中最著名的是米勒酒馆和韦尔斯堡码头。韦尔斯堡历史街区于1982年被列入国家史迹名录。

## 地理
韦尔斯堡位于北纬40°16′39″、西经80°36′34″（40.277370, -80.609349），俄亥俄河沿岸。
根据美国人口普查局的数据，该市总面积为1.34平方英里（3.47平方公里），其中0.98平方英里（2.54平方公里）为陆地，0.36平方英里（0.93平方公里）为水域。

## 教育
县立高中是布鲁克高中，隶属于布鲁克县学校。韦尔斯堡有一所小学和一所中学，县立综合高中和替代学习中心位于附近。布鲁克县公共图书馆也位于韦尔斯堡。